# Poplar Blackwall and District Rowing Club
Poplar Blackwall and District Rowing Club är en amatör-roddklubb vid Themsen i England, Storbritannien. Den är belägen vid norra bankarna mittemot Greenwich på Isle of Dogs.
Klubben startades 1854 och är en av de äldsta roddklubbarna i Storbritannien. Den bildades av en grupp unga lastare som "Blackwall Rowing and Athletic Club". Båtarna bars till floden från en lokal klubb. Efter första världskriget ökade antalet medlemmar från de närliggande hamnarna, men den stora depressionen under 1930-talet ledde till minskat medlemsantal. Klubben antog nuvarande namn 1935 medan man flyttade till nuvarande klubb- och båthus 1937.
Klubben har haft framgångar i regattor och haft internationellt framgångsrika roddare. Flera medlemmar har representerat Storbritannien i olympiska sommarspelen och världsmästerskap. 
Klubbhuset är målgång i den årliga tävlingen Great River Race.